# Старий Лупків
Старий Лупків (пол. Stary Łupków) — лемківське село в Польщі, Команчанській гміні Сяноцького повіту Підкарпатського воєводства.

## Розташування
Розташоване в південно-східній частині Польщі, в західній частині Західніх Бещад поблизу їх стику з пасмом Низьких Бескидів, під Лупківським перевалом при кордоні з Словаччиною. 

## Історія
Поблизу села знаходиться зручний давній перевал на протилежний бік Карпат, відомий як «Лупківський». За часів Київської Русі в Галичині його називали «Угорськими Воротами», а на протилежному боці — «Руською Брамою». 
Уперше згадується село в 1526 році.
За податковим реєстром 1565 р. в селі було 22 кмети на 15 і 1/2 ланах з численними податками й повинностями та піп (отже, вже була церква). До 1772 р. село належало до Сяноцької землі Руського воєводства.
В 1820 р. збудовано дерев'яну церкву св. Михаїла.
12 грудня 1872 році відкрито через село залізничну колію Львів—Будапешт Першої угорсько-галицької залізниці, а 30 травня 1874 року відкрито рух через тунель довжиною 416 метрів. До 1918 р. село входило Ліського повіту Королівства Галичини і Володимирії.
З листопада 1918 по січень 1919 року село входило до складу Команчанської Республіки, яка проголосила входження до складу Західноукраїнської Народної Республіки. 
У 1921 році село нараховувало 110 хат та 672 осіб.
В 1939 р. в селі було переважно лемківське населення: з 910 жителів села — 760 українців, 110 поляків і 40 євреїв. Село входило до ґміни Воля Мигова Ліського повіту Львівського воєводства.
У 1939 році поляки підірвали тунель, а німці відбудували і в 1945 році повторно підірвали. Радянські війська були збудували тимчасову колію в обхід тунелю.
До виселення лемків у 1945 році в СРСР та депортації в 1947 році в рамках акції Вісла у селі була греко-католицька парафія Лупківського деканату.
Внаслідок післявоєнного виселення українців село спустіло, а хати і церкву знищено.

## Сучасність
Сучасне поселення розташоване поблизу залізничної станції «Лупків» (до ІІ світової війни село було розташоване більш на південь).
У 1990-их роках через Лупківський перевал з тунелем був відновлений рух пасажирських потягів між Сяноком та Меджилабірцями з продовженням на Гуменне, певний час курсував пасажирський потяг між Ряшевом і Кошицями, але через нерентабельність рух пасажирських потягів скасовано.

## Лупків у літературі
- Іван Франко у славному вірші «Каменярі» описує важку та небезпечну працю робітників при будівництві тунелю через Лупківський перевал.
- Ярослав Гашек згадує пам'ятник в селі у відомому сатиричному романі «Пригоди бравого вояка Швейка».